# Andabata

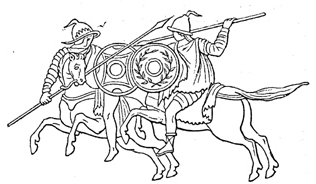
Andabatae - boekillustratie uit 1888. Of ze daadwerkelijk op een paard vochten is onduidelijk.

De andabata (meervoud andabatae) was een type gladiator bij de Romeinen. Hij droeg een helm zonder enige opening voor de ogen. Zonder iets te zien vochten twee andabatae tegen elkaar om de lachlust van het publiek op te wekken. Het is niet geheel duidelijk of ze al dan niet op een paard vochten. Zoals de meeste gladiatoren hadden ze een gladius (zwaard) en ze droegen ook een zwaar kuras ter bescherming. De Andabata waren meestal criminelen die in de arena werden geworpen voor hun daden, ze hadden meestal geen training of ervaring met een zwaard, ze hadden ook geen enkele bescherming behalve een helm zonder ooggaten.
De herkomst van de naam is niet duidelijk. Hij wordt onder anderen genoemd door Cicero, Ad Fam. VII, 10, Hiëronymus, Adv. Jovinianum I, 36 en in een inscriptie (Orelli, Inscrip. 2577). Men heeft wel gedacht dat het komt van het Griekse ἀναβάτης (anabatès): 'paardrijder'; vandaar ook de alternatieve spelling andabates. Maar dat er zo maar een 'd' is ingevoegd is etymologisch onwaarschijnlijk. Volgens een andere verklaring (overgenomen door het Woordenboek Latijn/ Nederlands van Pinkster) gaat het om een Gallisch leenwoord, samengesteld uit anda ('blind') en bata ('vechter').

## Referentie
- W. Smith, art. gladiatores, in W. Smith, A Dictionary of Greek and Roman Antiquities, Boston, 1870, p. 575.